# GIGS 2007 Masami Life
『GIGS 2007 Masami Life』（ギグズ・ニセンナナ・マサミ・ライフ）は、奥井雅美のライブ映像作品である。
2009年3月25日にGodSpeed/ドワンゴ・エージー・エンタテインメントよりDVDが発売・販売された通販サイトAmazon.co.jp限定流通商品である。またそれに先立って、2009年3月13日に行われた「奥井雅美 Birth Live '09 Akasha ～ 赤い水晶の月」の会場で先行発売された。

## 概要
- 内容は、2007年10月20日に行われた「奥井雅美 Live tour 2007 Masami Life」の東京公演の模様を収録したものである。
- 流通経路を変更したためか、発売元に所属レーベルのevolutionでなく事務所であるエム・フレンズと製作チームの名前であるGodSpeedが併記されている。しかし、DVDを再生すると最初にevolutionのロゴが表示される。
- 実際に演奏された曲のうち、「少年」、「蜜-mitsu-」、「YOU GET TO BURNING」、「REINCARNATION」がカットされている。
- バックミュージシャンのうち、ギターにサイキックラバーのJOEが参加している。

## 演奏会場
- Shibuya O-East （2007年10月20日）

## 収録内容
1. It's my life
2. Limited War
3. 紫音-sion-
4. GAIA2012
5. ワスレグサ
6. 背徳のKISS～Love of a fallen angel～
7. wild cat
8. -w-
9. INSANITY
10. TOTAL ECLIPSE
11. ～Guitar Show～
12. only one, No.1
13. RING
14. mobile magic
15. Wonderful Days

　アンコール1
1. そうだ、ぜったい。
2. I wish

　アンコール2
1. 輪舞-revolution
2. Shuffle
3. God Speed

## 参加ミュージシャン
- ドラム：RYOHEI
- ベース：山田章典
- ギター：MACARONI☆
- ギター：JOE（サイキックラバー）

- ダンサー：Kaori
- ダンサー：Ayami
- ダンサー：Yasuyo